# 蘇哈尼夫卡 (盧甘斯克州)
49°10′46″N 38°43′16″E / 49.17944°N 38.72111°E
蘇哈尼夫卡（烏克蘭語：Суханівка）是位於烏克蘭東部的村莊，由盧甘斯克州舊比利斯克區的舊比利斯克市鎮負責管轄。該村始建於1967年，面積0.66平方公里，海拔高度106米，2001年人口125，人口密度每平方公里189.4人。